# Zoran Mamić
Zoran Mamić (Belovár, 1971. szeptember 30. –) horvát válogatott labdarúgó, védekező-középpályás. 2013-tól 2016-ig a Dinamo Zagreb vezetőedzője volt.

## Pályafutása

### Klubcsapatokban
Pályafutását a Dinamo Zagreb csapatában kezdte. 1996-ban a német VfL Bochum szerződtette, ahol két szezon alatt 45 mérkőzésen játszott. 1998-ban a Bayer Leverkusenhez igazolt, de két idény alatt mindössze 15 mérkőzésen kapott szerepet. Ezt követően visszaigazolt a Bochumhoz és a 2000–01-es szezont itt töltötte. Ezután további német klubokban szerepelt, melyek sorrendben a következők voltak: 2001 és 2003 között a Greuther Fürth, a 2003-04-es szezonban a Rot Weiss Ahlen, a 2004–05-ös idényben pedig az  Eintracht Trier. A bundesligaban 83 mérkőzés alkalmával négyszer volt eredményes, míg a bundesliga II-ben 99 mérkőzésen két alkalommal talált az ellenfelek kapujába.
2005. nyarán hazaigazolt Horvátországba a Dinamo Zagrebhez és itt is fejezte a pályafutását 2007-ben. A 2006-ban bajnoki címet szerző együttesnek ő volt a csapatkapitánya. Miután visszavonult az aktív játéktól a vezetőségben vállalt szerepet, mint sportigazgató.

### Válogatottban
A horvát válogatottban 1996 októberében mutatkozott be. A nemzeti csapat tagjaként részt vett az 1998-as labdarúgó-világbajnokságon, ahol a bronzérmet jelentő harmadik helyet szerezték meg. A tornán végig csere volt, de egyetlen alkalommal sem kapott lehetőséget.
A válogatottban 1996 és 1998 között összesen 6 alkalommal lépett pályára és nem szerzett gólt.

## Külső hivatkozások
- Zoran Mamić – a National-football-teams.com honlapján